# 新潟県立海洋高等学校
新潟県立海洋高等学校（にいがたけんりつ かいようこうとうがっこう、英: Niigata Prefectural Kaiyo High School）は、新潟県糸魚川市大字能生にある県立の水産高等学校。

## 概要
新潟県内で唯一、水産・海洋系の学習ができる高等学校である。
海洋技術コースでは大型実習船「海洋丸 (299t) 」を使って30日の航海実習を行っている。

## 設置学科
- 水産科（※水産科として一括募集し、1年次は共通科目を学び、2年次から下記の2学科4コースに分かれる）
  - 水産資源科
    - 資源育成コース
    - 食品科学コース

  - 海洋開発科
    - 海洋技術コース
    - 海洋創造コース

## 校訓・教育方針

### 校訓
- 質実剛健 - 飾り気がなくまじめで、心やからだが強くたくましいこと。
- 進取力行 - みずから進んで積極的に新しい事をなし、精一杯努力して取り組むこと。
- 水産報国 - 水産・海洋関連の仕事を通じ、我が国及び国際社会に貢献すること。

### 教育目標
- 人間として調和のとれた育成をめざし、一般的な教養を高め個性を生かす教育の充実に努め、社会の変化に主体的に対応できる能力を育て、正しい職業観、勤労観を育成する。

### 重点目標
- 生徒の実態に即し指導法により、学習意欲を向上させる。
- 堅実明朗な校風をつくり、生徒の個性をのばす。
- 教材の精選、指導計画の改善につとめ、教育効果を高める。
- 基礎教科の学力向上を図る。
- 全ての教科指導をとおして、全人教育の完成につとめる。

## 実習内容
水産資源科
- 資源育成コース

能生漁港構内にある「栽培漁業臨海実習センター」でヒラメやオニオコゼの養殖実習を行う。また、近年は日本海でマコンブの養殖実習にも成功、サケの発眼卵放流、コチョウザメの養殖、アカムツの養殖や稚魚放流などに取り組んでいる。
- 食品科学コース

缶詰や レトルトパウチ食品の製造実習があり、HACCP認証を受けている。資源育成コースのヒラメや、海洋技術コースが実習で獲ってきたスルメイカを加工した製品も、製造販売している。生徒が開発した新製品は株式会社能水商店が商品化し、道の駅などで販売されている。
海洋開発科
- 海洋技術コース

「海洋丸」や「くびき」を使って実際に延縄漁業や操船実習を行う。二、三年次には「海洋丸」を使い30日航海をする。かつてはロシアまで航海したこともある。
- 海洋創造コース

沖縄県や佐渡でダイビング実習のため航海に出る。普段は測量や、最大水深10mのプール実習棟での潜水実習や、水中溶接の実習などを行う。

## 航海
- 5月 - 国際交流実習航海（ロシア）3年海洋技術コース
- 6月 - 潜水実習（佐渡市）3年海洋創造コース
- 7月 - 体験航海（佐渡市）1年水産科
- 9月 - 日本一周実習航海　2年海洋技術コース
- 10月 - 沖縄ダイビング実習　2年マリン技術コース

## 沿革
- 1898年（明治31年）9月 - 能生町立尋常高等小学校にて水産に関する授業開始。
- 1899年（明治32年）4月1日 - 能生町立能生水産補習学校開校。
- 1902年（明治35年）4月1日 - 能生尋常高等小学校に校舎を新築・移転。
- 1904年（明治37年）4月1日 - 西頸城郡立能生水産補習学校と改称。
- 1905年（明治38年）4月1日 - 西頸城郡立能生水産学校と改称。
- 1906年（明治39年）4月1日 - 漁撈・製造・養殖の3学科設置（修業年限3ヶ年・本科）。
- 1908年（明治41年）4月1日 - 新潟県立能生水産学校と改称、現在地（井ノ上）に校舎・寄宿舎を建設・移転。
- 1911年（明治44年）4月1日 - 新潟鉄工所にて西洋型帆船実習船初代「白山丸」（20t）の竣工式挙行。
- 1918年（大正7年）4月29日 - 日本型実習船初代「頸城丸」（5t）の進水式挙行。
- 1920年（大正9年）4月1日 - 寄宿舎増築。
- 1924年（大正13年）6月26日 - 新潟市松永鉄工所にて実習船二代目「白山丸」（20t）の竣工式挙行。
- 1925年（大正14年）4月1日 - 修業年限5ヶ年に変更。
- 1936年（昭和11年）1月30日 - 新潟鉄工所において実習船三代目「白山丸」（43t）竣工式挙行。
- 1948年（昭和23年）
  - 4月1日 - 学制改革により新潟県立能生水産高等学校（漁業・水産製造・水産増殖の3科設置）と改称。同日、名立分校（定時制）設置[2]。
  - 6月20日 - 中心校・能生谷分校・名立分校に昼間定時制普通科設置。
- 1949年（昭和24年）11月3日 - 新講堂・玄関落成式挙行。
- 1950年（昭和25年）4月1日 - 練習船「井陵丸」（62t）の竣工式挙行、校歌改正。
- 1953年（昭和28年）4月1日 - 定時制中心校普通科を水産製造科に変更。
- 1956年（昭和31年）4月15日 - 大型実習船初代「越山丸」（152t）の進水式挙行。
- 1957年（昭和32年）4月1日 - 専攻科漁業科（修業2ヶ年）設置。
- 1963年（昭和38年）3月5日 - 池田記念相撲道場竣工。
- 1966年（昭和41年）4月1日 - 定時制中心校募集停止。
- 1968年（昭和43年）3月29日 - 新潟鉄工所において実習船二代目「越山丸」（404t）竣工。
- 1972年（昭和47年）4月1日 - 全日制機関科設置し、水産製造科を食品化学科に改編。
- 1973年（昭和48年）
  - 3月31日 - 実習船二代目「頸城丸」（14.8t）進水。
  - 4月19日 - 普通教室落成、現校舎に移転。
- 1974年（昭和49年）3月31日 - 体育館・機関科実習棟竣工。
- 1975年（昭和50年）
  - 3月30日 - 管理棟・特別教室棟竣工。
  - 5月30日 - 食品製造実習棟・くん乾棟竣工。
- 1980年（昭和55年）8月18日 - 新潟鉄工所において実習船三代目「越山丸」（437t）進水式挙行。
- 1981年（昭和56年）4月16日 - 寄宿舎「鴎雛寮」竣工。
- 1983年（昭和58年）3月15日 - 特別教室棟竣工。
- 1984年（昭和59年）9月22日 - 池田記念道場（相撲）移築竣工。
- 1985年（昭和60年）4月1日 - 専攻科漁業科募集停止。
- 1986年（昭和61年）8月13日 - 第2体育館竣工式挙行。
- 1988年（昭和63年）3月21日 - グラウンド改修工事完成竣工。
- 1989年（平成元年）
  - 3月31日 - 名立分校閉校[3]。
  - 5月10日 - 中庭記念庭園完成。
- 1991年（平成3年）3月31日 - 能生谷分校閉校。
- 1993年（平成5年）4月1日 - 新潟県立海洋高等学校と改称。従来の学科を廃止し、海洋科学科・食品科学科・海洋工学科の3学科設置。
- 1994年（平成6年）
  - 3月18日 - 小型実習船「くびき」（19t）竣工。
  - 3月21日 - 潜水実習プール棟竣工。
  - 4月1日 - 鴎雛寮再開（同窓会の管理運営）。
- 1995年（平成7年）3月28日 - 実習船「海洋丸」（299t）竣工。
- 1996年（平成8年）
  - 3月27日 - 栽培漁業臨海実習棟竣工。
  - 5月14日 - ロシアとの国際交流開始。
- 1997年（平成9年）
  - 1月9日 - 艇庫・作業棟完成。
  - 3月10日 - 海洋工学科実習棟に350psディーゼルエンジン及び監視装置設置。
  - 5月15日 - ロシア極東国立海洋アカデミーと姉妹校提携調印。
  - 6月24日 - 韓国との国際交流開始。
- 1998年（平成10年）
  - 8月30日 - 中国との国際交流開始。
  - 10月30日 - 受水槽改修。
  - 12月25日 - 第1体育館大規模改修。
- 1999年（平成11年）3月26日 - マリンミュージアム「海洋」竣工。
- 2000年（平成12年）11月30日 - 中国山東省水産学校との姉妹校提携に調印。
- 2002年（平成14年）
  - 3月11日 - 寄宿舎「鴎雛寮」増築工事竣工。
  - 9月30日 - グラウンド大規模改修。
  - 10月10日 - 特別教室棟大規模耐震改修（第1期）。
- 2004年（平成16年）10月20日 - 特別教室棟大規模耐震改修（第2期）。
- 2005年（平成17年）10月15日 - 普通教室棟大規模耐震改修。
- 2006年（平成18年）10月13日 - 管理棟大規模耐震改修（第1期）。
- 2008年（平成20年）
  - 8月5日 - 文部科学省「目指せスペシャリスト」事業採択。
  - 10月25日 - 創立110周年記念式典挙行、通学路「井陵の道」竣工。
- 2010年（平成22年）11月18日 - 文部科学省「目指せスペシャリスト」事業、全国発表会開催。
- 2012年（平成24年）4月12日 - 新潟県「オンリーワンスクール・ステップアップ」事業採択。
- 2013年（平成25年）3月1日 - HACCP認定（社団法人大日本水産会）。
- 2015年（平成27年）
  - 4月1日 - 従来の学科を廃止し、水産科一括募集（水産資源科・海洋開発科の2学科設置）。
  - 6月16日 - 新潟県「オンリーワンスクール新潟未来プロジェクト」事業採択。
  - 9月29日 - 寄宿舎「鴎雛寮」大規模改修工事竣工。
- 2016年（平成28年）
  - 3月18日 - 内閣府地方創生加速化交付金事業「高校生の力を地域産業に活かすまちづくりプロジェクト」事業採択。
  - 7月14日 - 文部科学省「成長分野等における中核的専門人材養成等の戦略的推進」事業採択（2017年度より「専修学校による地域産業中核的人材養成」事業に名称変更）。
  - 11月15日 - 第1体育館大規模耐震改修工事竣工。
- 2017年（平成29年）
  - 8月28日 - 内閣総理大臣賞第10回海洋立国推進功労者表彰「海洋立国の推進に関する特 別な功績」分野・地域部門受賞。
  - 11月25日 - 海洋工学実習棟・食品科学実習工場改修補強工事竣工。
- 2018年（平成30年）
  - 6月26日 - 株式会社能水商店、糸魚川市、新潟県立海洋高等学校による「糸魚川市水産 資源活用産官学連携事業」に関する協定締結。
  - 10月2日 - 近畿大学と新潟県立海洋高等学校との「アカムツ等の養殖および種苗生産に関する高大連携」に関する協定締結。
- 2019年（平成31年／令和元年）
  - 3月8日 - 実習船二代目「海洋丸」（322t）竣工。
  - 3月27日 - 寄宿舎「鴎雛寮」増築、既存施設改修工事竣工。
  - 4月23日 - 実習船二代目「海洋丸」（322t）竣工式典挙行。
- 2021年（令和3年）5月18日 - 文部科学省「マイスター・ハイスクール」事業採択。
- 2022年（令和4年）3月15日 - 潜水実習プール棟コンプレッサー改修工事竣工。
- 2024年（令和6年）12月12日 - NTTドコモと新潟県立海洋高等学校との「実習船「海洋丸」の災害支援等多目的利用推進」に関する連携協定締結。

## 部活動
- 運動部 - 野球、バスケットボール、バレーボール、バドミントン、相撲、カッター、ダイビング、バドミントン、ボクシング、武道（剣道・柔道）
- 文化部 - 食品研究、海洋生物研究、芸術
- 同好会 - 山岳

## 校歌
作詞：相馬御風、作曲：大給正夫

## アクセス
- えちごトキめき鉄道日本海ひすいライン能生駅 徒歩10分
- 北陸自動車道 能生IC より5分